# Сви у напад, опет
Сви у напад, опет (енгл. Bring It On Again) америчка је филмска комедија из 2004. године, у режији Дејмона Сантостефана, по сценарију Клаудије Грациозо, Брајана Гана и Марка Гана. Наставак је филма Сви у напад (2000), али са потпуно различитом глумачком поставом. Главне улоге глуме Ен Џадсон Јејгер и Бри Тернер.
Наставак, Сви у напад: Све или ништа, приказан је 2006. године.

## Радња
Након што постане бруцош на престижном колеџу, симпатична Витер (Ен Џадсон Јејгер) пријављује се у екипу факултетских чирлидера да би се присетила дивних средњошколских дана. Међутим, са сваким новим тренингом, Витер и њена најбоља пријатељица схватају да тешко подносе понашање тренерке Тине (Бри Тернер). Одлучују да напусте екипу и формирају свој тим који ће чинити углавном факултетски срамежљивци и усамљеници. Први велики тест за новоформирану дружину јесте школско такмичење на којем ће победник представљати факултет на државном првенству.

## Улоге
- Ен Џадсон Јејгер као Витер Смит
- Фон Чејмберс као Моника Вошингтон
- Бри Тернер као Тина Хермерсмит
- Бетани Џој Ленц као Марни Потс
- Ричард Ли Џексон као Дерек
- Брајс Џонсон као Грег
- Фелисија Деј као Пенелопи Хоуп
- Денис Хемфил Млађи као Франсис
- Холи Таун као Џенис
- Кевин Куни као декан Себастијан
- Кетрин Бејлс као Колин Липман
- Крис Кармак као Тод
- Џошуа Гомез као Семи
- Кели Стејблс као чирлидерсица
- Брајан Патрик вејд као чирлидер
- Дарен Гир као чирлидер
- Џери Трејнор као уображени студент